# 大浦みずき
大浦 みずき（おおうら みずき、本名：阪田なつめ。1956年8月29日 - 2009年11月14日）は元宝塚歌劇団花組トップスターで、女優、エッセイスト、歌手。東京都中野区出身。中野区立第八中学校卒業。愛称なつめ、ナーちゃん。公称身長168 cm。血液型A型。特技：アルゼンチンタンゴ（歌・ダンス）・ジャズ・社交ダンス。

## 略歴
- 家族は両親と姉（啓子）。父は小説家の阪田寛夫。
- 小学校4年生からバレエを習っていた。初舞台は小学校4年生の12月に公演した「くるみ割り人形」の子ねずみの役。最後の舞台は高校入学試験の前日に行われた「白鳥の湖」だった[2]。
- 父が大の宝塚ファンで、小さい頃から「宝塚に入れるぞ」と小言のように言われていた。ところが、宝塚音楽学校受験を決心したところ、当初はなぜか父親から反対された。最終的に中学卒業を条件に1回だけの受験を認められ、試験に合格した[3]。
- 1974年、60期生として宝塚歌劇団に入団、『虞美人』で初舞台。入団時の成績は3番[4]。芸名は作家庄野潤三（父とは小中学校時代の同級生で、朝日放送の同僚で親交の深かった）が命名。
- 雪組〜星組を経て花組へ。ダンスの名手として鳴らし（宝塚の「フレッド・アステア」と評される[5]）、同期の磯野千尋や朝香じゅん、瀬川佳英、幸和希、安寿ミラ、真矢みきらと共に当時の花組トップ高汐巴を盛り立てた。
- しかし高汐がトップ後期の1987年に膝の半月板損傷・手術により長期休演を余儀なくされた。懸命のリハビリで故障克服、怪我以前よりダンスを磨き舞台復帰。
- 1988年 - 1991年まで、ひびき美都を相手役に花組トップスターを務める。「（当時の）宝塚で最も高いプロ意識を持ち」[6]、「ダンスの花組」と呼ばれる一時代を築いた。宝塚時代の代表作は『キス・ミー・ケイト』（1988年トップ就任作）、『会議は踊る』（1989年）、『ベルサイユのばら』（1990年、フェルゼン役）、『ヴェネチアの紋章』（1991年サヨナラ公演作）。
- 1989年には歌劇団のニューヨーク公演でメインを張った。
- 多くの名シーンを残したが、自身が一番好きだったものは退団後の取材によると、デュエットダンスでは『メモアール・ド・パリ』の「パッシィの館」、男役のダンスは『ショー・アップ・ショー』の「ピーターガン」、歌はオリジナルでは「心の翼」、「この世にただ一つ」、ジャズでは「Night & Day」だった（このうちの多くがサヨナラショーで再現された）[7]。
- 宝塚退団後も舞台を中心に女優（主に脇役や男性主役の相手役）として、又ダンス公演でも活躍。また退団後の1992年のニューヨーク公演では海外公演で初の"メインが（現役生徒でなく）歌劇団卒業生"という異例の大役を任ぜられたが、現役時代と遜色ないステージをこなした。
- 2009年11月14日7時、肺がんのため東京都内の病院で死去。53歳没[1]。前年より「胸膜炎のため」（所属事務所等の発表）として出演予定の舞台を降板し、2010年早々からの仕事復帰を期して療養中のさなか帰らぬ人となった[1]。12月2日のお別れの会では、共演者、OGの峰さを理、平みち、杜けあき、一路真輝、麻路さき、稔幸、湖月わたるなどの元トップスターも参列し、ファンら計約3000名が駆け付けた。私生活は独身を通した。
- 一周忌の2010年11月に、都内のホテルで「大浦みずきさんを偲ぶ会」が開催され、実姉・内藤啓子（父・阪田寛夫の秘書を経て、大浦みずき事務所代表取締役）による書き下ろし回想エッセイ『赤毛のなっちゅん‐宝塚を愛し、舞台に生きた妹・大浦みずきに』（中央公論新社）が上梓された。
- 2014年、宝塚歌劇団100周年を記念して設立された宝塚歌劇の殿堂の最初の100人のひとりとして殿堂入り[8][9]。殿堂入りしたタカラジェンヌの中で、大浦は4番目の若さで没している[注釈 1]。

## お別れの会に寄せられた芳志について
- お別れの会に寄せられた芳志の一部が以下の活動、団体に寄付された（大浦が生前参加したことのある活動、病が癒えたらチャリティしたいと希望していた団体）。
- LAFFOO(ラフー)-Let's act for the future of Ourselves!-（アジアの子供たちの教育と生活向上を支援する活動）
  - LAFFOO（ラフー）に寄付された芳志で、2011年1月、プノンペン市の孤児院の多目的ホールが設立されることが決定した[10]。ついで7月、その多目的ホールが完成した[11]。
- ユニセフ
- 財団法人対馬丸記念会　対馬丸記念館

## 受賞歴

### 宝塚歌劇団在団中
- 1979年　年度賞＜総合新人賞＞
- 1980年　年度賞＜努力賞＞
- 1981年　年度賞＜努力賞（ダンス）＞
- 1982年　年度賞＜努力賞＞
- 1983年　年度賞＜優秀賞＞
- 1986年　年度賞＜団体賞＞（『ショー・アップ・ショー』の「ビート・ラプソディ」のメンバーとして）
- 1988年　月刊「ミュージカル」ベストテン＜タレント部門（男女混合）＞第5位（『キス・ミー・ケイト』での演技に対して）
- 1989年　年度賞＜特別賞＞
- 1990年　年度賞＜団体賞＞（『ザ・フラッシュ！』の「ダンシング・オン・ザ・ベニーグッドマン」のメンバーとして）

### 退団後
- 第13回日本映画批評家大賞 ミュージカル大賞：「イーストウイックの魔女たち」[12]
- 第30回菊田一夫演劇賞：「ナイン THE MUSICAL」（TPT）のリリアン・ラ・フルール役、「NEVER GONNA DANCE」（フジテレビ）のメイベル・プリット役の演技に対して
- 第13回読売演劇大賞優秀女優賞：「ナイン THE MUSICAL」（TPT）のリリアン・ラ・フルール役、「カルテット」（TPT）のメルトイユ役の演技に対して

## 宝塚歌劇団時代の主な舞台
1974年
- 4月 初舞台『虞美人』

1975年
- 4月 雪組配属
- 9月 『ベルサイユのばら』- 新人公演：フェルゼン（本役：みさとけい）

1978年
- 10月〜11月 中南米公演『ザ・タカラヅカ』に参加

1979年
- 3月 星組に組替え。
- 6月〜7月 『アップル・ツリー』（宝塚バウホール）- 第1話・ヘビ、第3話・ナレーター
- 10月 『アンタレスの星』- 新人公演：エドモン・ダンデス（新人公演の初主演）（本役：瀬戸内美八）
- 11月〜12月 『心中・恋の大和路』（宝塚バウホール）- 手代・与平

1980年
- 4月 『恋の冒険者たち』- ブライアン、新人公演：クリス（本役：瀬戸内美八）
- 6月 『虹の橋-ある騎士の物語-』（宝塚バウホール）- ハンス（バウ初主演）
- 9月 『響け!わが歌』- 右近、新人公演：伊賀小四郎（本役：瀬戸内美八）
- 10月〜11月 『アナトール』（宝塚バウホール）- アナトール

1981年
- 2月〜3月 『小さな花がひらいた』- 菊二。『ラ・ビ・アン・ローズ』- 白いデーモンほか
- 8月〜9月 『海鳴りにもののふの詩が』- 小寺外記。『クレッシェンド!』- ピアノの青年Aほか

1982年
- 1月〜2月 『魅惑』- （「音のスパークル」のショーのワンシーンで）青年
- 6月〜8月 『ザ・ストーム』- 風の青年ほか
- 12月 第2回東南アジア公演『ジャパン・ファンタジー』／『タカラヅカ・ドリーム』に2番手格で参加

1983年
- 3月 花組に組替え
- 4月 『オルフェウスの窓 -イザーク編-』（東京）- ダーヴィト　（東京公演のみ）新人公演：クラウス（本役：榛名由梨）
- 8月 『マイ・シャイニング・アワー』（宝塚バウホール）- Mr.ナツメ、オープン・アームスの歌手
- 9月〜11月 『紅葉愁情』- 雪丸。『メイフラワー』- ロバート・トロンプ
- 11月〜12月 『アンダーライン』（宝塚バウホール）- レナード・バレル

1984年
- 2月〜3月 『琥珀色の雨にぬれて』- ルイ・バランタン。『ジュテーム』ミハエルほか
- 8月〜9月 『名探偵はひとりぼっち』- トム・タッカベリ。『ラ・ラ・フローラ』- ピエロ、パーティーの男ほか
- 10月 『オクラホマ!』（宝塚バウホール）- カーリー

1985年
- 3月〜5月 『愛あれば命は永遠に』- イッポリット・シャルル
- 6月 第5回ハワイ公演『ジャパン・ファンタジー』／『ドリームズ・オブ・タカラヅカ』に2番手で参加
- 9月〜11月 『テンダー・グリーン』- カイト。『アンドロジェニー -麗しき乙女たち-』- アルテミス、ショパンほか

1986年
- 1月〜2月 『微風のマドリガル』- エミーリオ・コスタ。『メモアール・ド・パリ』- 泥棒紳士、モヴェ・ギャルソンほか
- 6月〜8月 『真紅なる海に祈りを -アントニーとクレオパトラ-』- ドミシアス・イノバーバス。『ヒーローズ』- ソルジャーS、ジェフほか

1987年
- 2月〜3月 『遙かなる旅路の果てに』- ミハイル・カラテゥゾフ。『ショー・アップ・ショー -ビート・ラプソディー-』- ミュージシャン、デラックスダンサーほか
- 4月〜5月 『ドリーム・オブ・ドリームズ』- ニック・スティール
- 8月〜9月 『あの日薔薇一輪』- バーナード・ジョーンズ[注釈 2]『ザ・レビュースコープ』- ザ・ダンサー、タンゴSほか

1988年
- 3月〜5月 『キス・ミー・ケイト』フレッド・グレアム/ペトルーキオ（花組トップお披露目）
- 5月〜6月 『タイム・アダーシオ』（宝塚バウホール）- アレックス・ドジソンほか
- 9月〜10月 『宝塚をどり讃歌'88』『フォーエバー!タカラヅカ』（ニューヨーク公演の試作）

1989年
- 1月〜2月 『会議は踊る』- アレクサンドル一世。『ザ・ゲーム』- ミスター・ザジ、ザ・ジプシーほか
- 6月〜8月 『ロマノフの宝石』- オスカー。『ジタン・デ・ジタン』- ル・ジタン、オーロほか
- 10月 ニューヨーク公演『TAKARAZUKA』（「宝塚をどり讃歌」／「タカラヅカ・フォーエバー」）にトップとして参加

1990年
- 3月〜5月 『ベルサイユのばら－フェルゼン編－』- フェルゼン
- 5月〜6月 『美しき野獣』（宝塚バウホール）- ビューティフル・ビースト
- 9月〜10月 『秋…冬への前奏曲』- ヤン・ヤナーチェク。『ザ・ショーケース』- レディーS、ナイスガイSほか

1991年
- 1月〜2月 『春の風を君に…』- 張才子。『ザ・フラッシュ!』- 踊る男S、歌う猩々、ガイほか
- 5月 『ベルサイユのばら－オスカル編－』- アンドレ・グランディエ
- 6月〜8月 『ヴェネチアの紋章』- アルヴィーゼ・グリッティ。『ジャンクション24』- エバー・グリーンほか

## 宝塚歌劇団退団後の主な舞台
- 『TAKARAZUKA 夢』（1992年）
- 『ザ・シンギング』（1994年）＊主演 - メアリ 役
- 『シーソー』（1994年） ＊主演
- 『リトル・ミー』（1995年） ＊主演
- 『女中たち』（1995年）
- 『花粉熱』（1996年3月 博品館劇場）
- 『蜘蛛女のキス』（1996年） - マルタ 役
- 『JERRY'S GIRLS』（1997年）
- 『GALAXY EXPRESS 999』（1997年） - メーテル 役
- 『レ・ミゼラブル』（1999年） - ティナルディエの妻
- 『ワルツが聞こえる?』（1999年） ＊主演
- 『レミング』（2000年）
- 『三文オペラ』（2001年） - ピーチャム夫人 役
- 『絹　SETA』（2001年） - マーサ 役
- 『マレーネ』（2002年） ＊主演
- ミュージカルショー『ボーダーレスII ガーディアンエンジェルス』（2003年2月 博品館劇場）
- 『イーストウィックの魔女たち』（2003年・2008年） - フェリシア 役
- 『時間ト部屋』（2003年）
- 『ナイン THE MUSICAL』（2004年） - リリアン 役
- 『千年の三姉妹』（2004年）
- 『NEVER GONNA DANCE』（2005年）
- 『スウィングボーイズ』（2005年）
- 『道成寺-近代能楽堂-』（2005年）
- 『カルテット』（2005年）
- 『椅子の上の猫』（2005年）
- 『ミュージカル・ピッピ』（2006年）
- 『民衆の敵』（2006年） - スドウトモコ博士 役
- 『母アンナフィアリングとその子供たち』（2007年） - アンナ 役
- 『TANGO 2008 アラベスク』（2008年）
- 『帰り花』（2008年） - 吉田松陰 役

## 映画
- 『シベリア超特急3』（2003年1月） - 金芳蘭 役

## テレビ番組
- 『一枚の写真』（1988年、フジテレビ）

## ディスコグラフィ

### シングル
| #             | 発売日        | タイトル      | c/w           | 規格          | 規格品番      |
| NECアベニュー | NECアベニュー | NECアベニュー | NECアベニュー | NECアベニュー | NECアベニュー |
| ------------- | ------------- | ------------- | ------------- | ------------- | ------------- |
| 1st           | 1993年9月21日 | MY LOVE       | 橋            | 8cmCD         | NADL-1062     |
| 2nd           | 1994年7月21日 | サヨナラ美人  | 忘れられない  | 8cmCD         | NADL-1086     |

### アルバム

#### オリジナルアルバム
|               | 発売日         | タイトル      | 規格          | 規格品番      |
| NECアベニュー | NECアベニュー  | NECアベニュー | NECアベニュー | NECアベニュー |
| ------------- | -------------- | ------------- | ------------- | ------------- |
| 1st           | 1993年10月21日 | MY LOVE       | CD            | NACL-1128     |
| 2nd           | 1994年8月21日  | …and one      | CD            | NACL-1162     |

- Party is Over(CD) TMPC-117A 退団記念アルバム
- Night and Day TMP1105(LP) TMPC-108A(CD)
  - 収録曲
  - 01:Granada
  - 02:A Song For You
  - 03:Up Where We Belong
  - 04:Night And Day
  - 05:New York State Of Mind
  - 06:No More Lonely Night
  - 07:I've Got You Under My Skin
  - 08:So In Love(CDのみ)
  - 09:この世にただひとつ
  - 10:虹を追って
  - 11:レナードのテーマ
  - 12:ミス・マッチ
  - 13:フレッド・アステアのように・・・
  - 14:愛は生死を越えて

### 参加作品
- 越路吹雪　トリビュートアルバム(CD) TOCT-24191B

#### ライブアルバム
|                                                 | 発売日         | タイトル                          | 規格          | 規格品番      |
| NECアベニュー                                   | NECアベニュー  | NECアベニュー                     | NECアベニュー | NECアベニュー |
| ----------------------------------------------- | -------------- | --------------------------------- | ------------- | ------------- |
| 1st                                             | 1995年3月21日  | ウインドフィッシュツアー'94ライブ | CD            | NACL-1176/7   |
| 日本クラウン 大浦みずき&タンゴアンサンブル 名義 |                |                                   |               |               |
| 2nd                                             | 1999年10月21日 | 3001年へのプレリュード            | CD            | CRCP-20233    |

#### カヴァーアルバム
|                                                 | 発売日                                          | タイトル                                        | 規格                                            | 規格品番                                        |
| 日本クラウン 大浦みずき&タンゴアンサンブル 名義 | 日本クラウン 大浦みずき&タンゴアンサンブル 名義 | 日本クラウン 大浦みずき&タンゴアンサンブル 名義 | 日本クラウン 大浦みずき&タンゴアンサンブル 名義 | 日本クラウン 大浦みずき&タンゴアンサンブル 名義 |
| ----------------------------------------------- | ----------------------------------------------- | ----------------------------------------------- | ----------------------------------------------- | ----------------------------------------------- |
| 1st                                             | 1998年6月5日                                    | Che Tango                                       | CD                                              | CRCP-20180                                      |

## 著書
- 『夢・宝塚』（1991年6月、小学館）ISBN 978-4093633710
- 『なつめでごじゃいます!』（1993年7月、小学館）ISBN 978-4093633727
- 『Mizuki@mail.宝塚/jp』（1999年11月、小学館）ISBN 978-4094036817
- 『と・て・ち・て・た』（1999年11月、アスペクト）ISBN 978-4757205826
- 『バック・ステージDIARY』（2002年8月、小学館）ISBN 978-4093633765